# Asher Hong
Asher Keen Wah Hong (em chinês:  湯健華; Plano, 23 de março de 2004) é um ginasta artístico estadunidense.

## Início da vida
Hong nasceu em Plano, Texas, em 23 de março de 2004, filho de Rick e Karen Hong. Ele tem dois irmãos, Xander e Kiefer, ambos ginastas e membros da equipe nacional. Ele estudou na Edgenuity Virtual Academy antes de se matricular na Universidade de Stanford para seguir a ginástica.

## Carreira
Hong competiu na RD761 International Junior Team Cup, onde ajudou sua equipe a ficar em terceiro e, individualmente, ficou em sexto no exercício de solo. Ele competiu na Winter Cup de 2018, ficou em primeiro lugar na divisão júnior e ganhou ouro nas argolas e barras paralelas. Hong foi selecionado para competir no Pacific Rim Championships ao lado dos colegas juniores Lazarus Barnhill e Justin Ah Chow e dos veteranos Sam Mikulak, Akash Modi e Marvin Kimble; juntos, eles ficaram em primeiro lugar na competição por equipes e Hong ficou em segundo no geral, atrás de Barnhill. Durante as finais do evento, Hong ganhou ouro no cavalo com alças, prata no exercício de solo e bronze nas argolas e barras paralelas.
Hong tornou-se elegível por idade para a competição sênior a partir de 2022. Ele competiu na Winter Cup de 2022, onde ficou em terceiro lugar no geral, atrás de Vitaliy Guimarães e Khoi Young. Durante as finais do evento, ele ganhou ouro no salto, prata no solo e argolas e bronze nas barras paralelas. Como resultado, Hong foi selecionado para representar os EUA no DTB Pokal Team Challenge em Stuttgart ao lado de Guimarães, Young, Brody Malone e Yul Moldauer. Enquanto estava lá, ele ajudou os EUA a ficarem em primeiro lugar como equipe. Durante as finais do evento, Hong ganhou ouro nas argolas, prata no solo atrás de Félix Dolci e ficou em quarto lugar nas barras paralelas.
Em junho de 2024, Hong competiu nas seletivas olímpicas dos EUA , onde ficou em quinto lugar no geral (167,650), primeiro nas argolas (29,150), quarto no solo (28,500), quarto nas barras paralelas (29,550), 11º na barra horizontal (26,300) e 17º no cavalo com alças (24,550). Em 29 de junho, ele foi nomeado para a equipe olímpica dos EUA para competir nos Jogos Olímpicos de 2024 ao lado de Paul Juda, Brody Malone, Stephen Nedoroscik e Fred Richard. Durante a rodada de qualificação, Hong competiu em todos os aparelhos, exceto cavalo com alças, ajudando os EUA a se classificarem para a final da equipe em quinto lugar; individualmente, ele foi o primeiro reserva para as finais das argolas e do salto. Durante a final da equipe, ele contribuiu com pontuações no exercício de solo, argolas, salto e barras paralelas para a medalha de bronze dos EUA.